# Investigativní žurnalistika

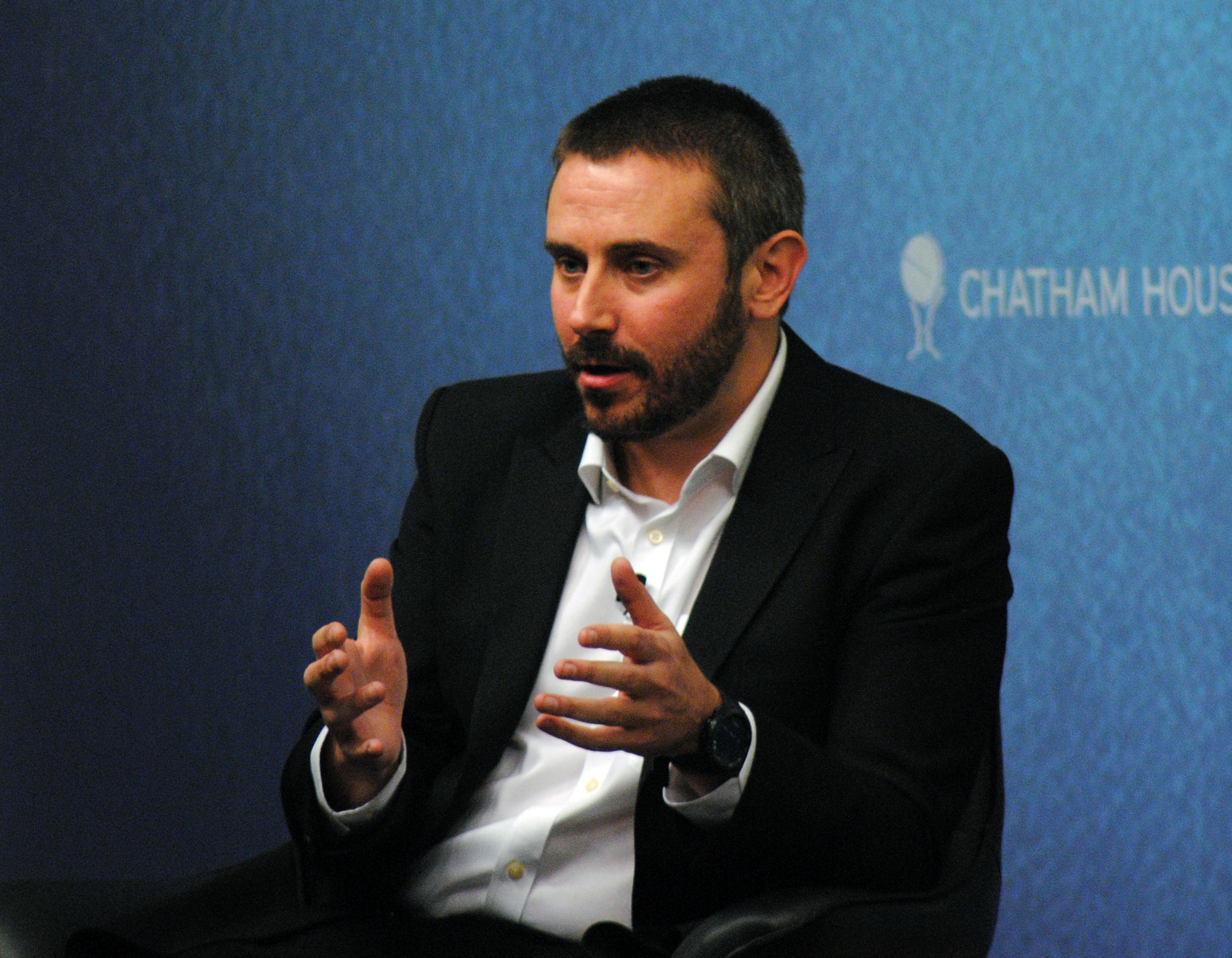
Jeremy Scahill v několika knihách publikoval svoje vyšetřování o zločinech v amerických válečných zónách, vojensko-průmyslovém komplexu a profitování z války soukromými žoldáckými firmami jako Blackwater. Později spoluzaložil server The Intercept, skrze který zveřejňuje kritické články a audio podcast o aktuálních politických a společenských událostech.

Investigativní žurnalistika je forma žurnalistiky, která vyšetřuje, zkoumá, analyzuje a zveřejňuje závažné zločiny, politickou korupci, korporační, finanční a organizovaný zločin, porušování lidských práv či válečné zločiny. Investigativní žurnalisté typicky zkoumají dané téma do hloubky skrze investigaci, což může trvat měsíce až roky, a výsledky publikují noviny, zpravodajská agentura nebo novináři na volné noze. Investigativní žurnalistika patří mezi primární zdroje informací a jejím cílem je společenská transparentnost ve veřejném zájmu. Občanská práva investigativních novinářů vykonávat svou práci ochraňuje svoboda tisku.

## Definice
Britský mediální teoretik Hugo de Burgh říká, že „investigativní novinář je muž nebo žena, jejíž profesí je objevit pravdu a identifikovat odchylky od pravdy skrze jakékoliv médium, které může být k dispozici. Tahle činnost je nazývána investigativní žurnalistikou a je odlišná od podobné práce vykonávané policií, právníky, auditory a regulačními orgány v tom, že není omezena na jediný cíl, není založena na předcházejícím právním rozhodnutí a je úzce spjata s publicitou“.
Investigativní novinářství se liší od mainstreamové žurnalistky a masových médií tím, že běžní reportéři typicky používají jako zdroje svých informací tiskové zprávy, oficiální mluvčí a tiskové konference vlád, politiků, organizací, firem a korporací, jenž typicky zkreslují neutrální pravdu ve svůj prospěch a šíří pouze jimi žádoucí informace a úhly pohledu pro udržení vlastní reputace a podpory od veřejnosti, které jsou následně opakovány běžnými médii (viz model propagandy v demokratických státech; metody jako spin doctoring, mediální manipulace). Investigativní žurnalistika má za úkol cíleně vyhledávat informace, které by jinak nebyly zveřejněny a zatajované informace odkrývat pro veřejný prospěch. Investigativní reportéři využívají řadu nástrojů pro svou práci, bývají to většinou různé analýzy, právní dokumenty, závěry vyšetřování a daňové evidence. Dalším zdrojem jsou anonymní informátoři.
Muckraking je historický název pro investigativní žurnalismus.

## Významné zdroje a novináři investigativní žurnalistiky

### Česko

#### Novodobé
- Česká televize
  - 168 hodin[5]
  - Reportéři ČT
    - Aneta Snopová
    - Filip Černý
    - Dalibor Bártek
    - Ondřej Golis
    - Jana Neumannová
    - Jevhenija Vachničenko
    - Michael Fiala
    - Zuzana Černá
    - Barbora Loudová
    - Adéla Paclíková
- Český rozhlas
  - Markéta Chaloupská
  - Jakub Mikel
  - Artur Janoušek
- Deník N
  - Eliška Hradilková Bártová[6]
  - Lukáš Prchal
  - Jan Moláček[6]
  - Zdislava Pokorná
  - Jana Ustohalová
- HlídacíPes.org[7]
  - Robert Břešťan
  - Ondřej Neumann
- Investigace.cz
  - Pavla Holcová[8]
  - Hana Čápová
  - Eva Kubániová
  - Lukáš Nechvátal
  - Zuzana Šotová
  - Nina Kodhajová[8]
- Neovlivní.cz
  - Sabina Slonková[9]
- Odkryto.cz
  - Jiří Hynek
  - Karel Hrubeš
- Page 404
  - Jakub Zelenka
- Reportér
  - Jaroslav Kmenta[9]
  - Jiří Štický
- Respekt
  - Jaroslav Spurný[10]
  - Ondřej Kundra
  - Petr Třešňák
- Seznam Zprávy[11]
  - Jiří Kubík
  - Janek Kroupa
  - Radek Kedroň
  - Adéla Jelínková
  - Kristina Ciroková
  - Lukáš Valášek
  - Radek Nohl
  - Jiří Pšenička
- Televize Seznam

Reportéři ČT je investigativní pořad České televize od roku 2004.

Noviny Deník N

Server HlídacíPes.org

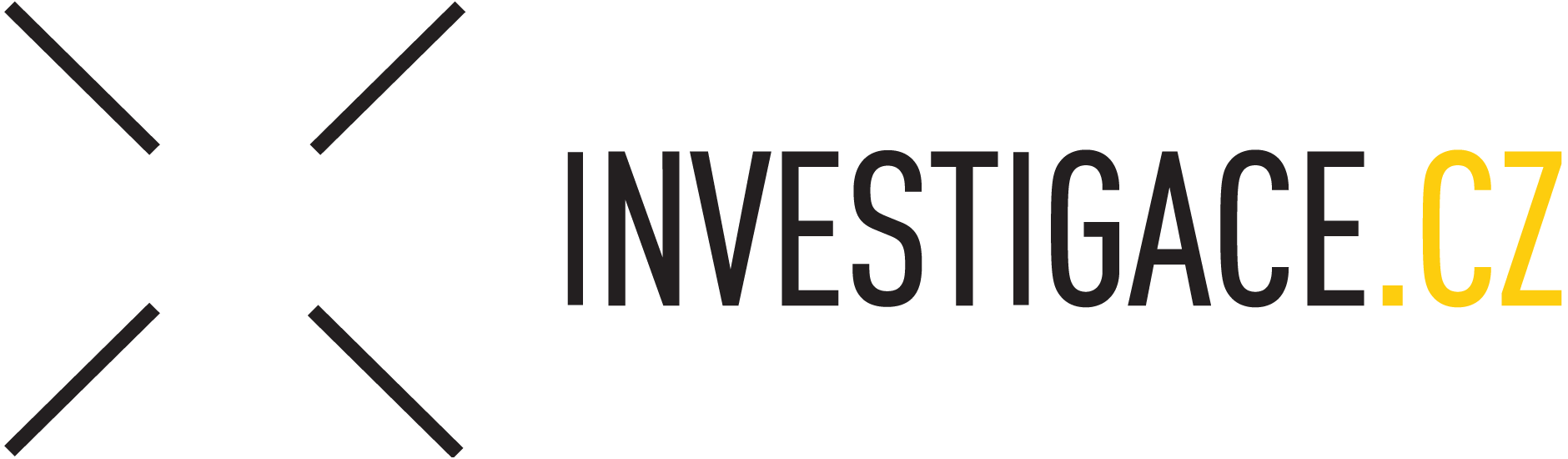
Investigace.cz

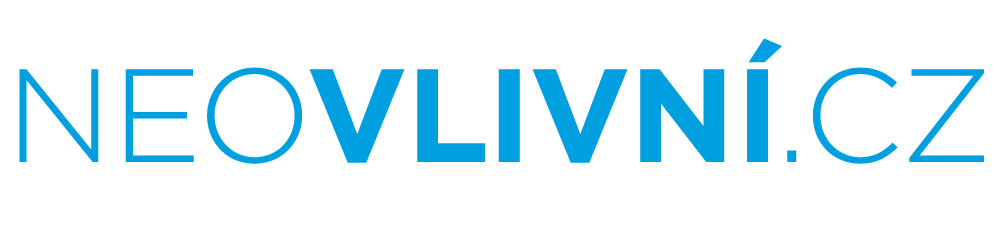
Server Neovlivní.cz

- Magazín Reportér

Časopis Respekt

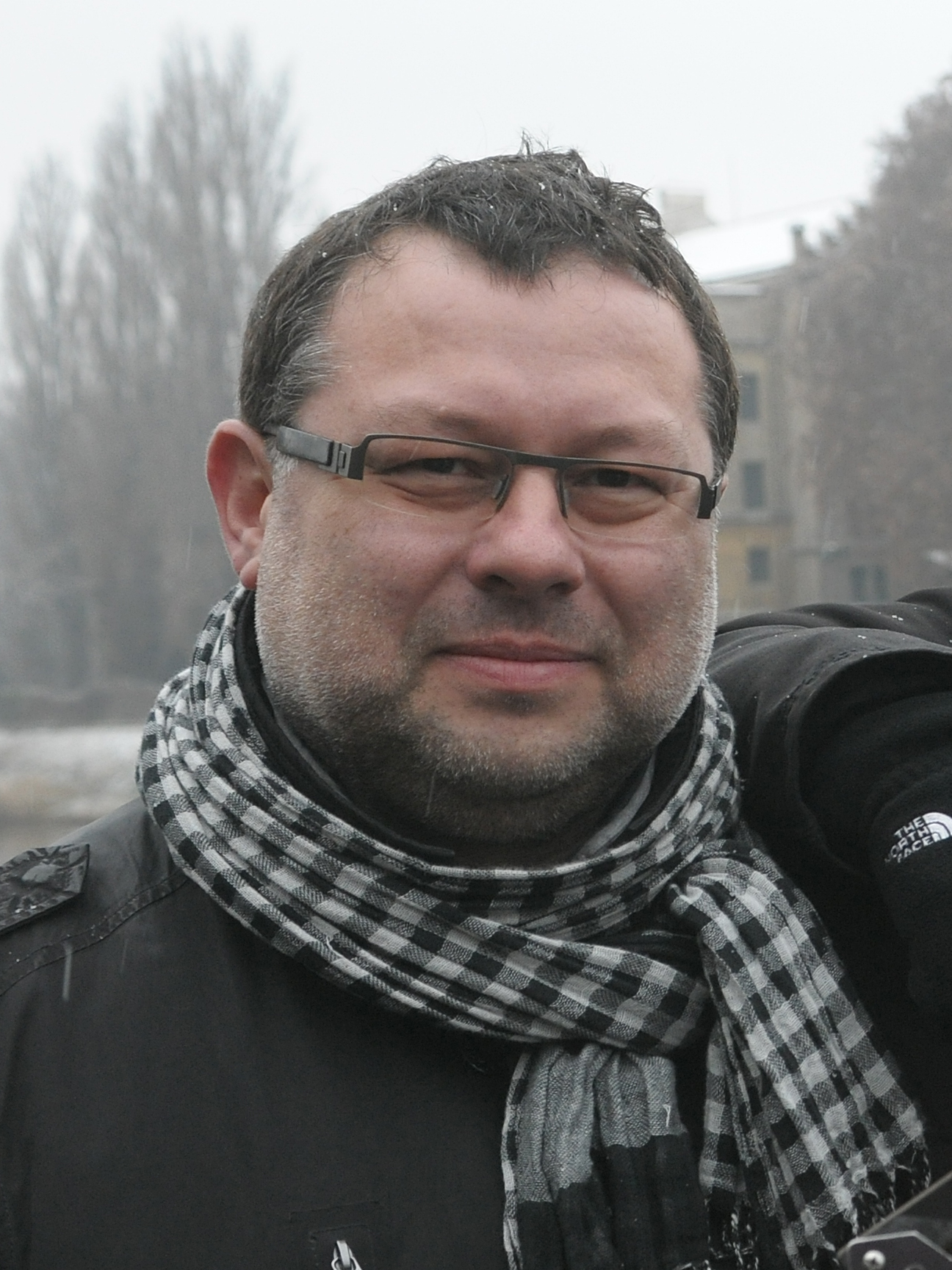
Jaroslav Kmenta pracuje na volné noze i pro časopis Reportér

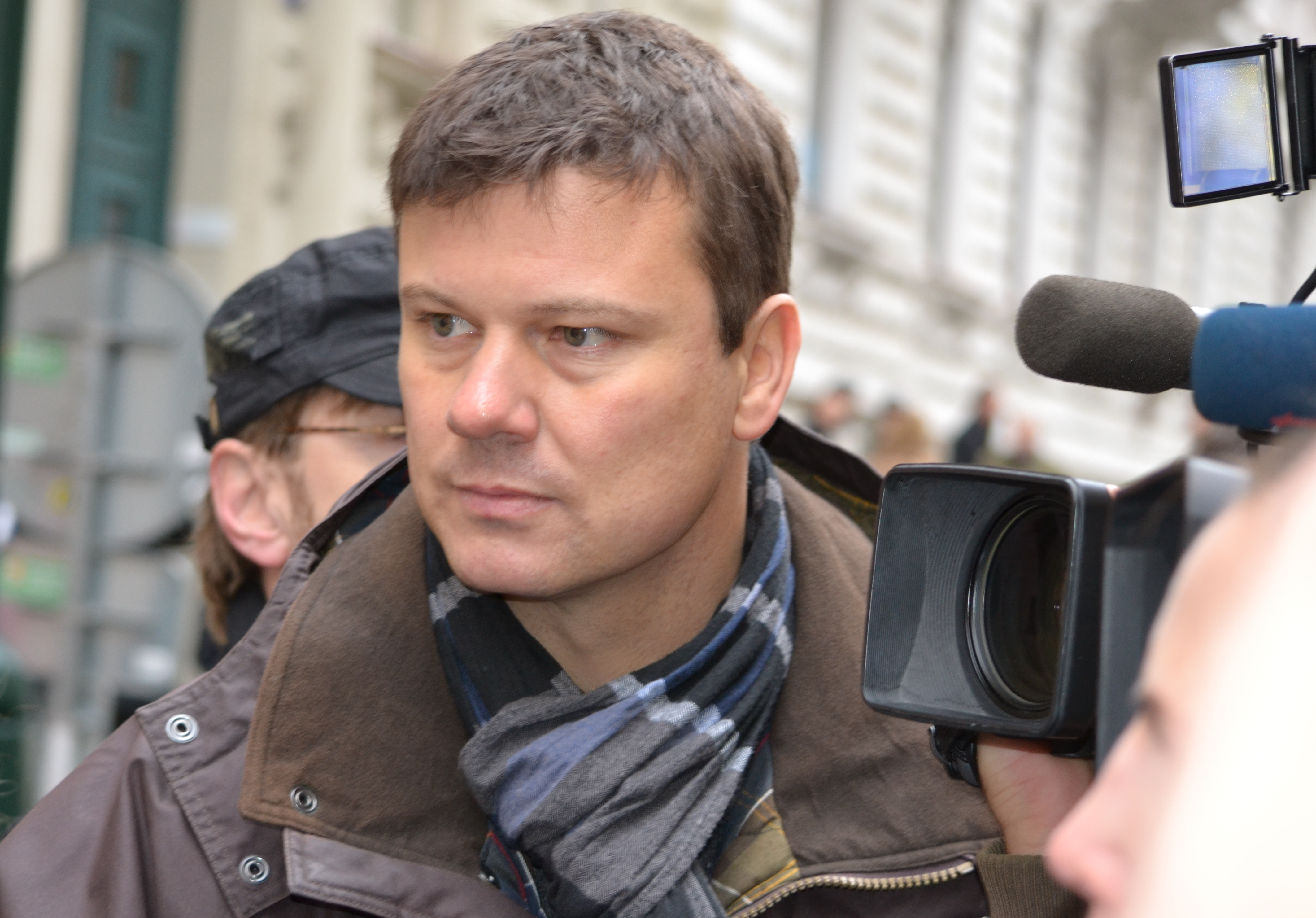
Jan Moláček pracoval pro Českou televizi v pořadu Reportéři ČT a roku 2018 pracuje pro Deník N

  - Josef Klíma (také Na vlastní oči, Reflex)

#### Historické
- Egon Erwin Kisch

### Zahraničí

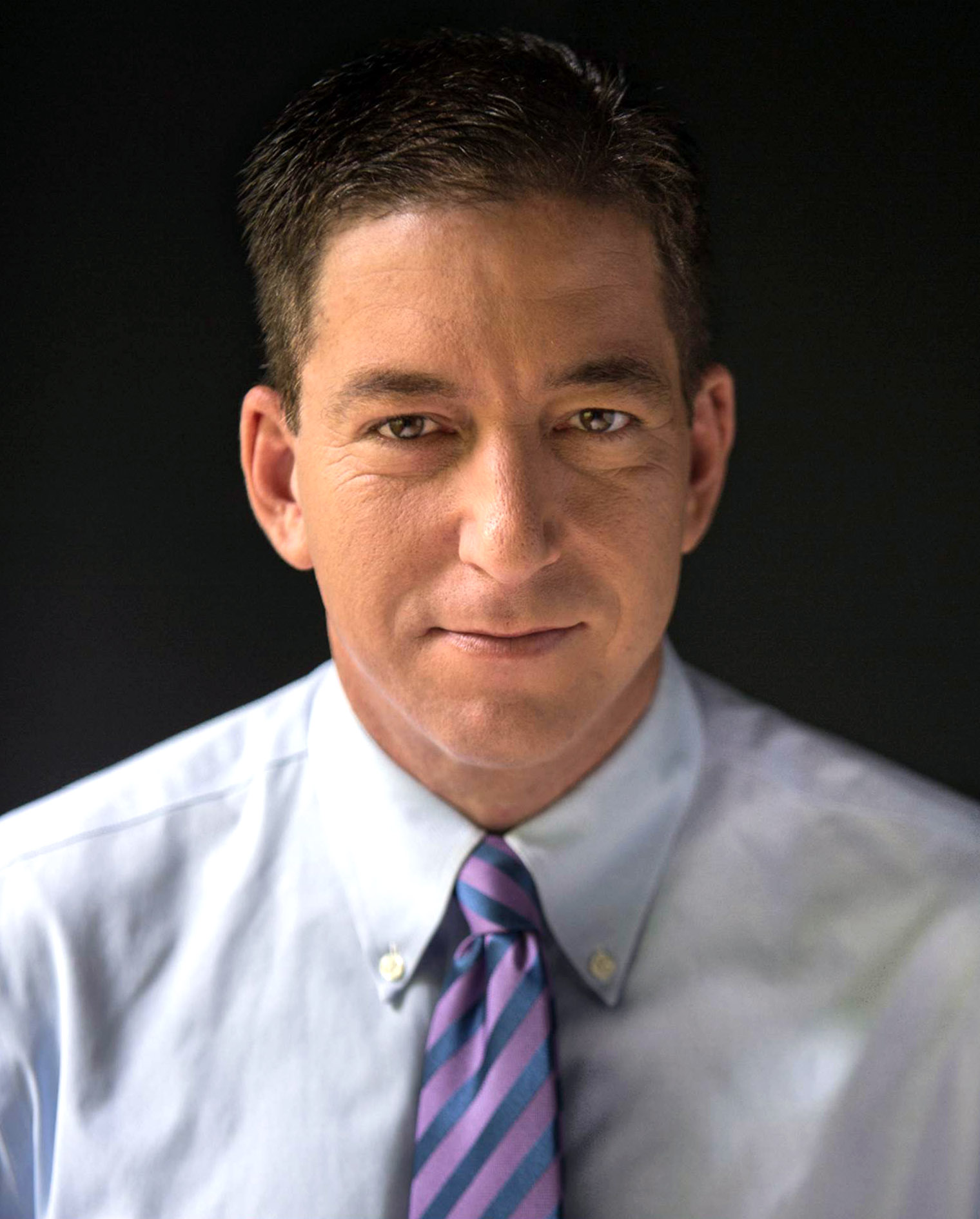
Glenn Greenwald pracoval pro britský The Guardian a později založil ve Spojených státech The Intercept

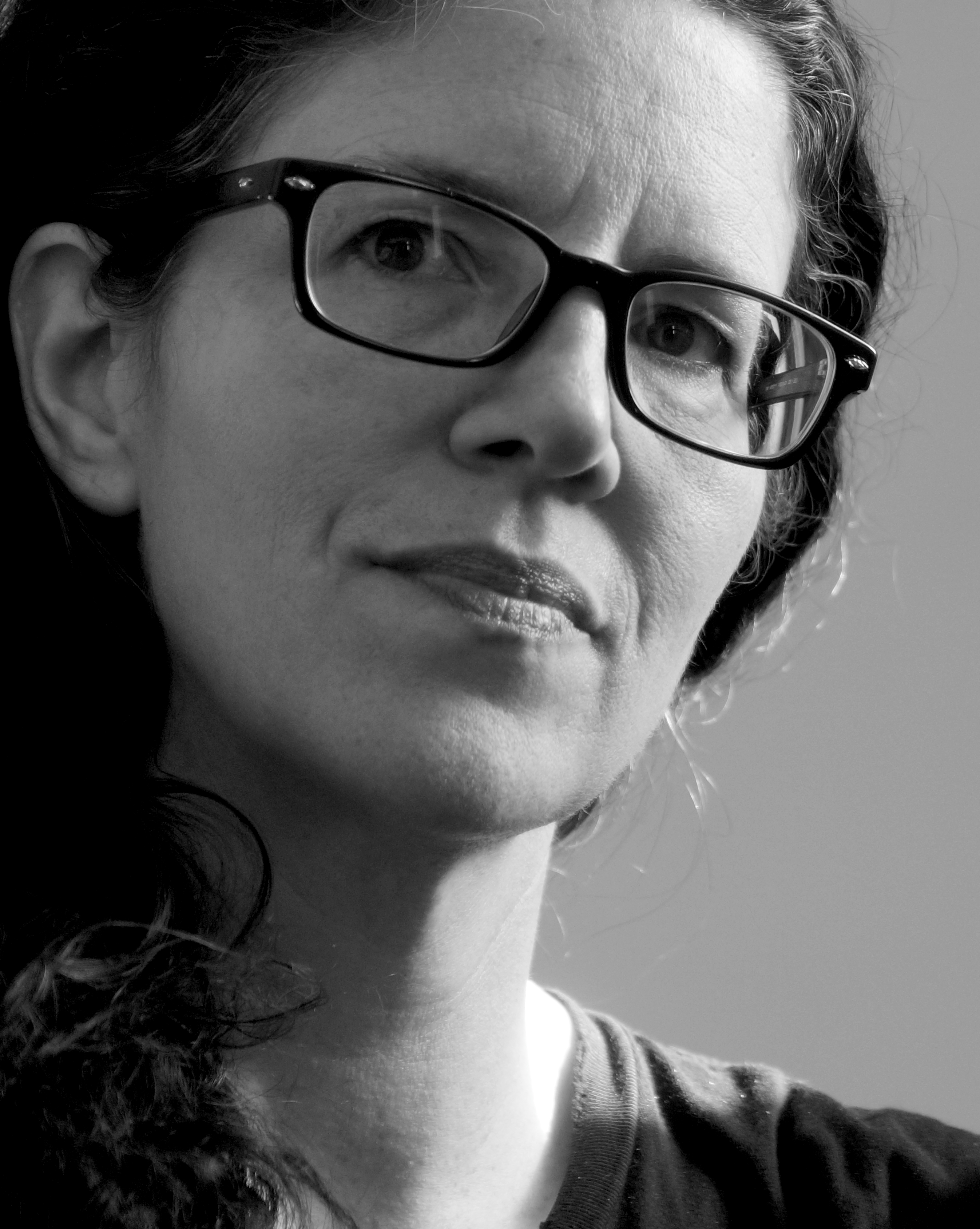
Laura Poitras publikovala reportáže o whistleblowerovi Edwardu Snowdenovi.

#### Argentina
- Rodolfo Walsh

#### Austrálie
- John Pilger

#### Bulharsko
- Viktorie Marinovová[12]

#### Finsko
- Jessikka Aro

#### Irsko
- Veronica Guerin

#### Itálie
- Roberto Saviano

#### Kanada
- Naomi Kleinová

#### Malta
- Daphne Caruana Galizia[13]

#### Německo
- Süddeutsche Zeitung
- Der Spiegel
- Deutsche Welle

#### Polsko
- Gazeta Wyborcza

#### Rusko
- Novaja gazeta

#### Saúdská Arábie
- Džamál Chášukdží

#### Slovensko
- Ján Kuciak

#### Spojené království

The Guardian

- BBC
- Bellingcat
- The Guardian
- Reuters

#### Spojené státy
- Carl Bernstein – aféra Watergate
- Nellie Bly
- Democracy Now!
  - Amy Goodman
  - Juan González
- Barbara Ehrenreich
- Seymour Hersh
- The Intercept
  - Glenn Greenwald
  - Jeremy Scahill
  - Betsy Reed

The Intercept patří mezi přední investigativní noviny ve Spojených státech i ve světě

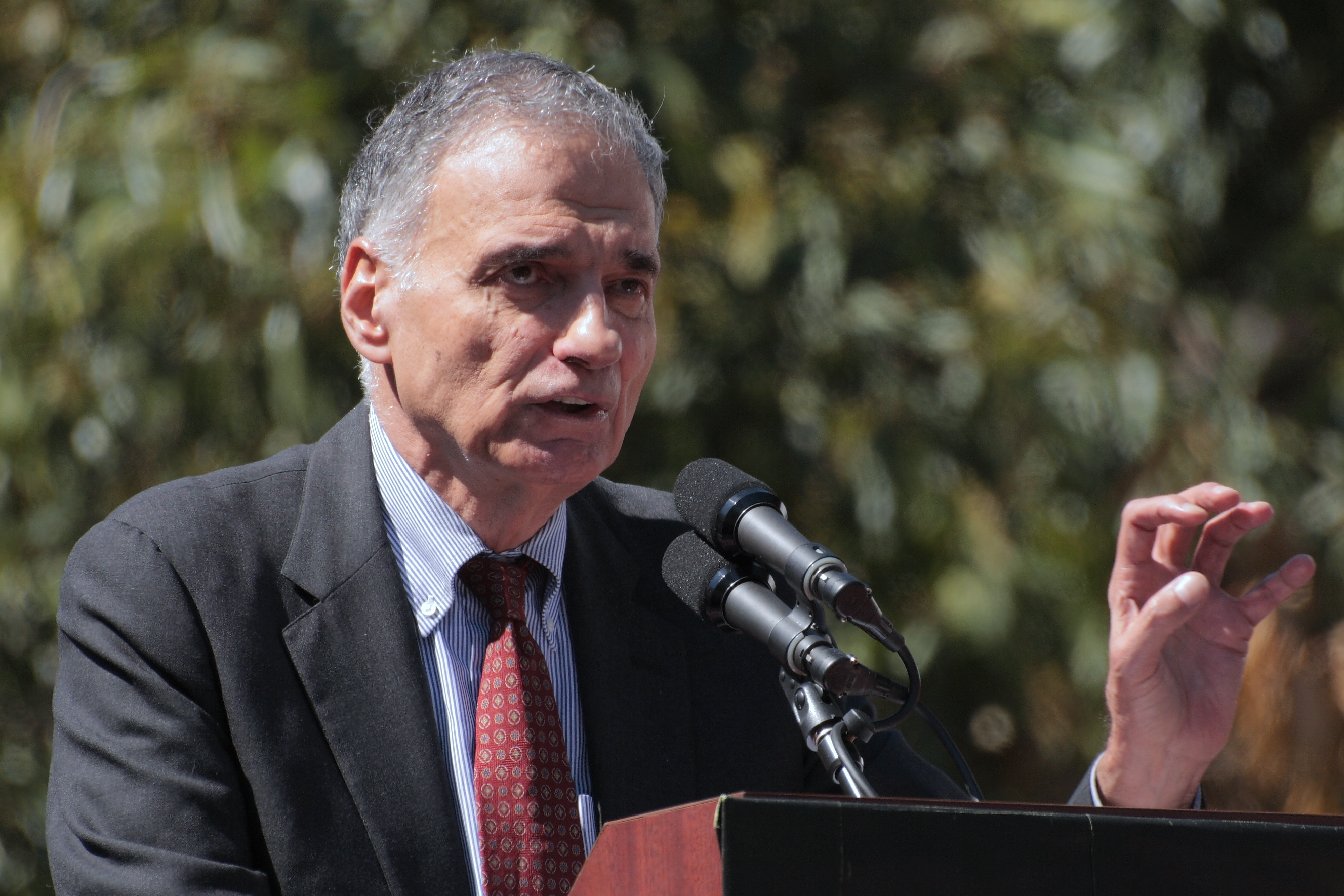
Ralph Nader patří dlouhodobě mezi přední americké investigativní novináře

Amy Goodman publikuje o porušování lidských práv

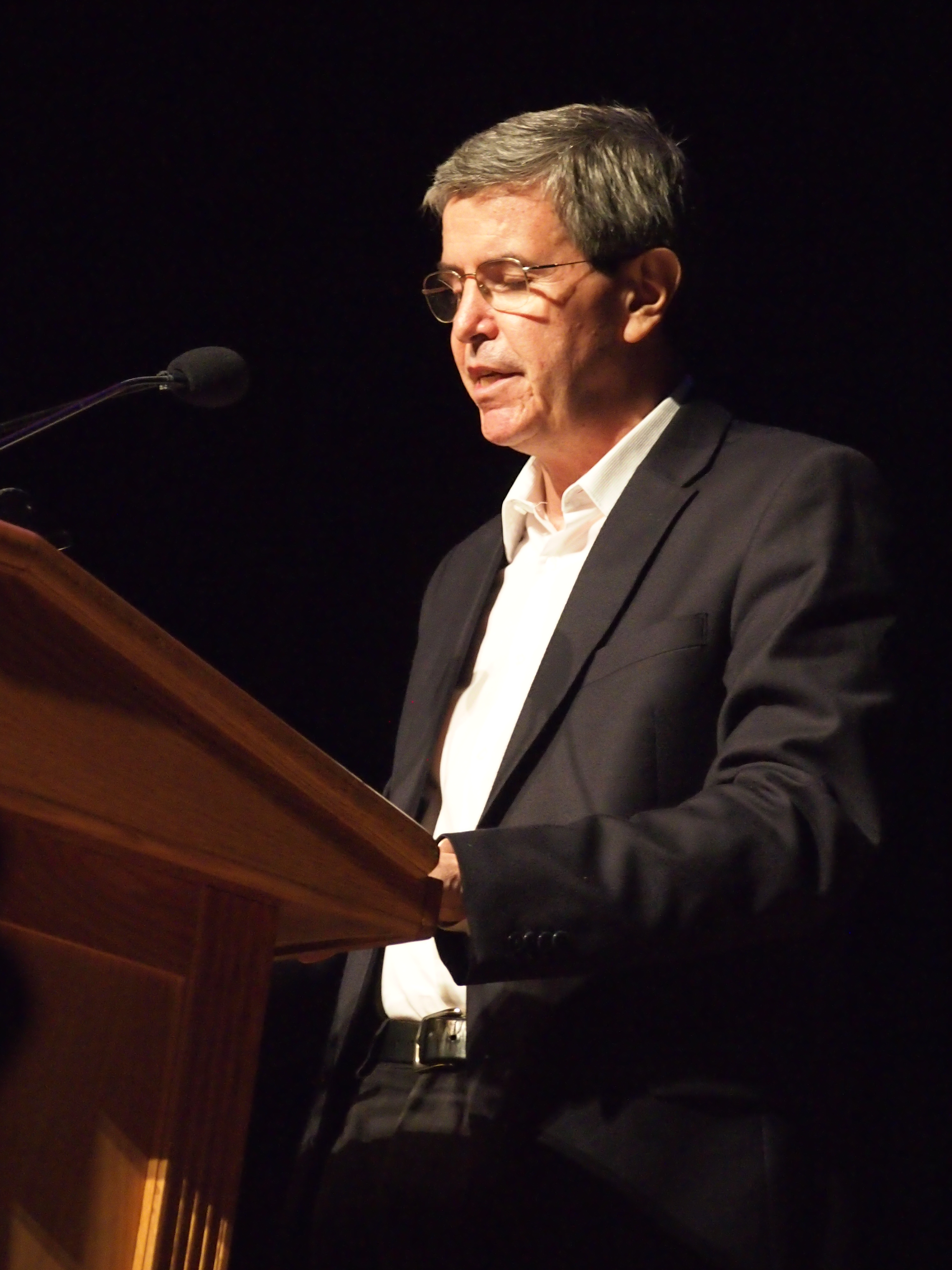
Allan Nairn zveřejňuje investigace o porušování mezinárodního zákona v americké zahraniční politice

- Mezinárodní konsorcium investigativních novinářů
- Michael Moore
- Ralph Nader – ochrana spotřebitele
- Allan Nairn
- Greg Palast
- Laura Poitras
- Matt Taibbi
- Ida Tarbell
- Andre Vltchek
- Gary Webb
- Bob Woodward
- Ida B. Wells

## Ocenění
- Pulitzerova cena za investigativní žurnalistiku
- Novinářská cena - kategorie Analyticko-investigativní žurnalistika